# Peter Öttl
Pas d'image ? Cliquez ici
Peter Öttl (né le 24 mars 1965 à Berchtesgaden) est un ancien pilote de moto allemand. En 1989, il gagna deux Grand Prix et finit l'année à la troisième place du championnat du Monde 80 cm³, derrière Manuel Herreros et Stefan Dörflinger. Öttl gagna cinq courses de Grand Prix dans sa carrière.
En 1991, il fut impliqué dans un grave accident à Brno : après une chute de Öttl, le français Alain Bronec et l'italien Emilio Cuppini le percutèrent. Par la suite, Öttl et Bronec ont tous les deux souffert de blessures importantes.